# Dyckia
Dyckia es un género de plantas con flores de la familia Bromeliaceae, subfamilia  Pitcairnioideae. Es originario de Brasil hasta el norte de Argentina. Comprende 196 especies descritas y de estas, solo 132 aceptadas.

## Taxonomía
El género fue descrito por Julius Hermann Schultes y publicado en Systema Vegetabilium 7(2): 65, 1194. 1830. Fue nombrado en honor del botánico Reifferscheid-Dyck (1773–1861). La especie tipo es: Dyckia densiflora Schult. f.

## Especies aceptadas
A continuación se brinda un listado de las especies del género Dyckia aceptadas hasta octubre de 2013, ordenadas alfabéticamente. Para cada una se indica el nombre binomial seguido del autor, abreviado según las convenciones y usos.
| - Dyckia affinis Baker - Dyckia agudensis Irgang & Sobral - Dyckia alba Winkler - Dyckia argentea Mez - Dyckia aurea L.B. Smith - Dyckia beateae E. Gross & Rauh - Dyckia brachyphylla L.B. Smith - Dyckia brachystachya Rauh & E. Gross - Dyckia bracteata (Wittmack) Mez - Dyckia brasiliana L.B. Smith - Dyckia braunii Rauh - Dyckia brevifolia Baker - Dyckia burchellii Baker - Dyckia burle-marxii L.B. Smith & R.W. Read - Dyckia cabrerae L.B. Smith & Reitz - Dyckia choristaminea Mez - Dyckia cinerea Mez - Dyckia commixta Hassler - Dyckia consimilis Mez - Dyckia coximensis L.B. Smith & Reitz - Dyckia crassifolia Rauh - Dyckia crocea L.B. Smith - Dyckia dawsonii L.B. Smith - Dyckia delicata Larocca & Sobral - Dyckia deltoidea (L.B. Smith) L.B. Smith - Dyckia densiflora Schultes f. - Dyckia dissitiflora Schultes f. - Dyckia distachya Hassler - Dyckia domfelicianensis T. Strehl - Dyckia duckei L.B. Smith - Dyckia dusenii L.B. Smith - Dyckia elata Mez - Dyckia elisabethae Winkler - Dyckia elongata Mez - Dyckia eminens Mez - Dyckia encholirioides (Gaudichaud) Mez - var. rubra (Wittmack) Reitz - Dyckia estevesii Rauh - Dyckia excelsa Leme - Dyckia exserta L.B. Smith - Dyckia ferox Mez - Dyckia ferruginea Mez - Dyckia floribunda Grisebach - Dyckia fosteriana L.B. Smith - var. robustior L.B. Smith - Dyckia frigida Hooker f. - Dyckia glandulosa L.B. Smith & Reitz - Dyckia goehringii E. Gross & Rauh - Dyckia goiana L.B. Smith - Dyckia gracilis Mez - Dyckia granmogulensis Rauh - Dyckia hatschbachii L.B. Smith - Dyckia hebdingii L.B. Smith - Dyckia hohenbergioides Leme & E. Esteves - Dyckia horridula Mez - Dyckia ibicuiensis T. Strehl - Dyckia ibiramensis Reitz - Dyckia insignis Hassler - Dyckia irmgardiae L.B. Smith - Dyckia irwinii L.B. Smith - Dyckia julianae T. Strehl - Dyckia lagoensis Mez - Dyckia leptostachya Baker - Dyckia limae L.B. Smith - Dyckia lindevaldae Rauh - Dyckia linearifolia Baker - Dyckia lutziana L.B. Smith - Dyckia macedoi L.B. Smith - Dyckia machrisiana L.B. Smith | - Dyckia macropoda L.B. Smith - Dyckia maracasensis Ule - Dyckia maritima Baker - Dyckia marnier-lapostollei L.B. Smith - var. estevesii Rauh - Dyckia martinellii B.R. Silva & Forzza - Dyckia mello-barretoi L.B. Smith - Dyckia microcalyx Baker - var. ostenii L.B. Smith - Dyckia milagrensis Leme - Dyckia minarum Mez - Dyckia mitis Castellanos - Dyckia monticola L.B. Smith & Reitz - Dyckia nervata Rauh - Dyckia niederleinii Mez - Dyckia odorata L.B. Smith - Dyckia orobanchoides Mez - Dyckia paraensis L.B. Smith - Dyckia pauciflora L.B. Smith & R.W. Read - Dyckia paucispina Leme & E. Esteves - Dyckia pectinata L.B. Smith & Reitz - Dyckia pernambucana L.B. Smith - Dyckia platyphylla L.B. Smith - Dyckia polycladus L.B. Smith - Dyckia princeps Lemaire - Dyckia pseudococcinea L.B. Smith - Dyckia pulquinensis Wittmack - Dyckia pumila L.B. Smith - Dyckia racemosa Baker - Dyckia racinae L.B. Smith - Dyckia ragonesei Castellanos - Dyckia rariflora Schultes f. - Dyckia reitzii L.B. Smith - Dyckia remotiflora Otto & Dietrich - var. tandilensis (Spegazzini) Cabrera - var. montevidensis (K. Koch) L.B. Smith - var. angustior L.B. Smith - Dyckia retardata Winkler - Dyckia retroflexa Winkler - Dyckia rigida T. Strehl - Dyckia rupestris W. Till & Morawetz - Dyckia saxatilis Mez - Dyckia schwackeana Mez - Dyckia secunda L.B. Smith - Dyckia selloa (K. Koch) Baker - Dyckia sellowiana Mez - Dyckia sickii L.B. Smith - Dyckia silvae L.B. Smith - Dyckia simulans L.B. Smith - Dyckia sordida Baker - Dyckia spinulosa L.B. Smith & Reitz - Dyckia stenophylla L.B. Smith - Dyckia subinermis Mez - Dyckia tenebrosa Leme & H. Luther - Dyckia tenuis Mez - Dyckia tobatiensis Hassler - Dyckia tomentella Mez - Dyckia trichostachya Baker - Dyckia tuberosa (Vellozo) Beer - Dyckia tweediei Mez - Dyckia uleana Mez - Dyckia ursina L.B. Smith - Dyckia velascana Mez - Dyckia velloziifolia Mez - Dyckia vestita Hassler - Dyckia virgata Mez - Dyckia warmingii Mez - Dyckia weddelliana Baker |

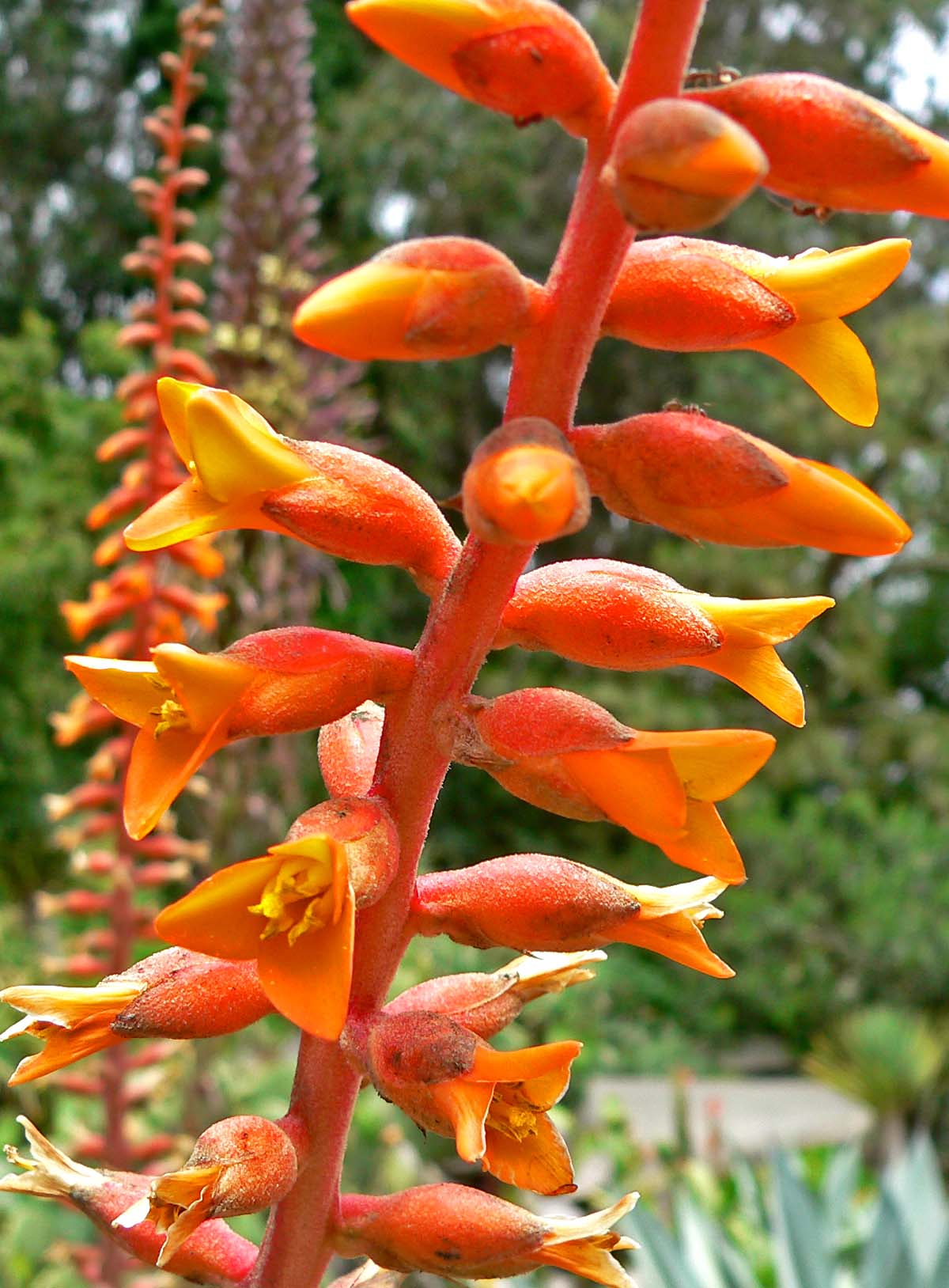
Dyckia platyphylla
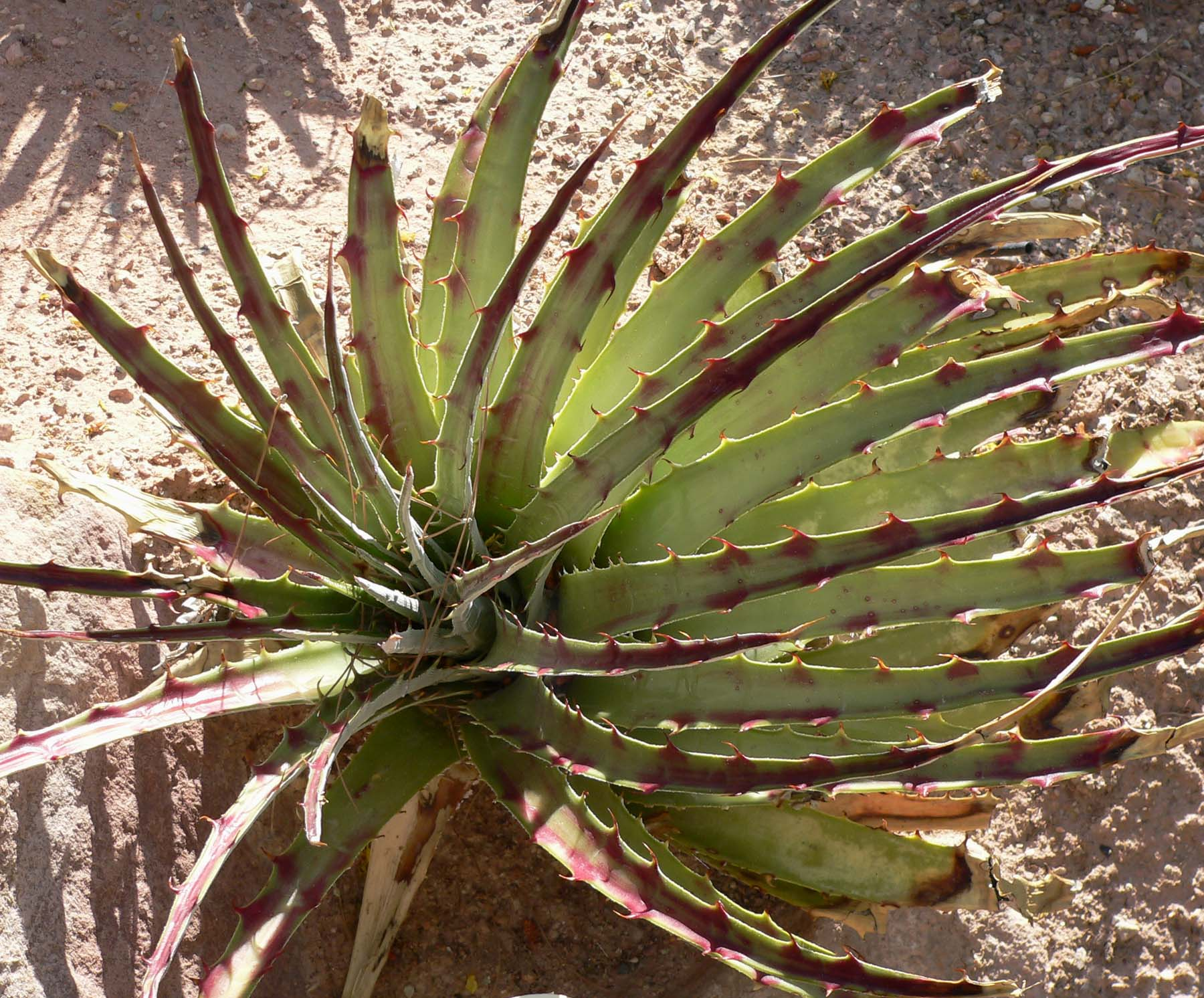
Dyckia remotiflora
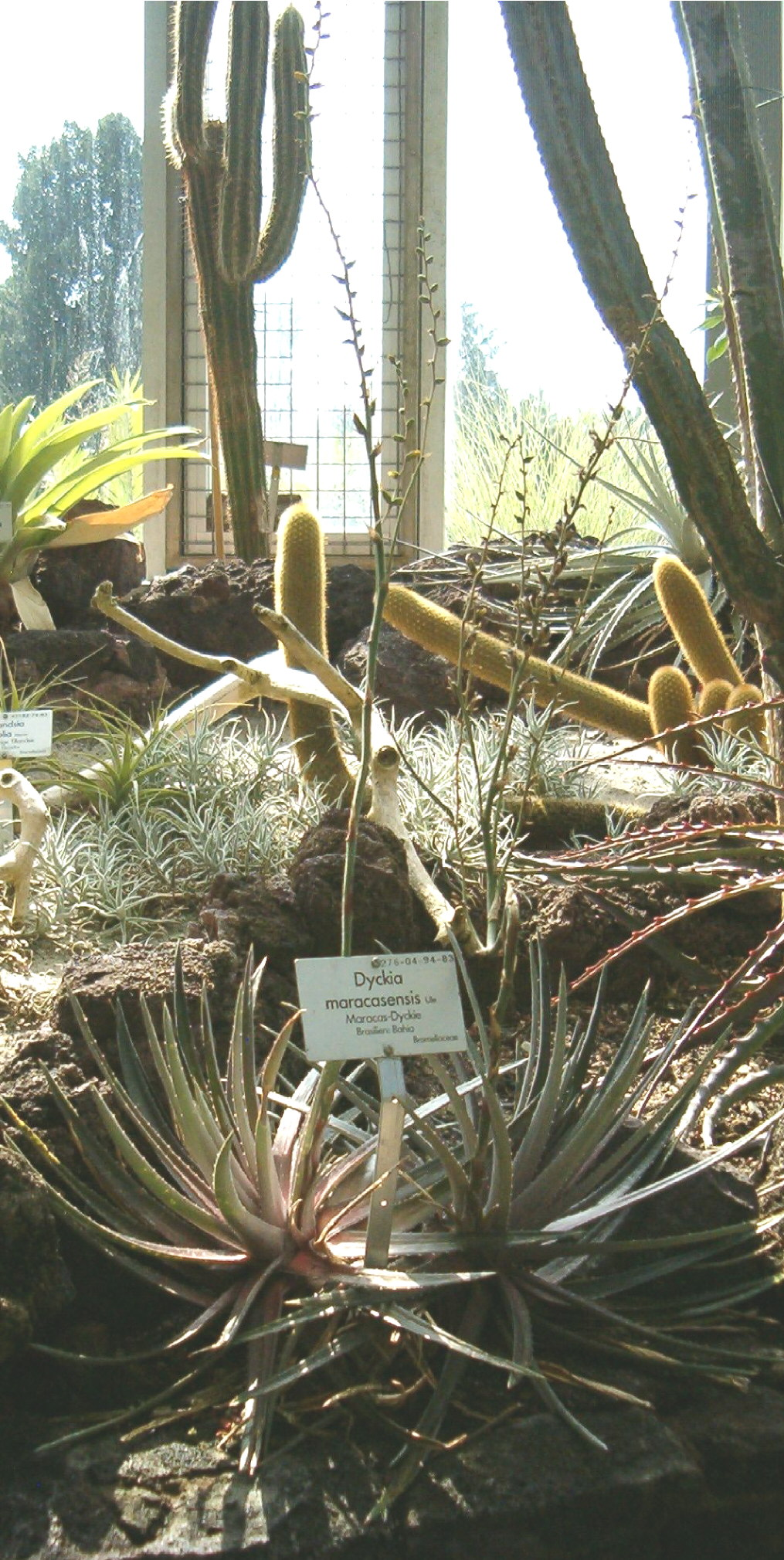
Dyckia maracasensis